# Cases al carrer de Torres Jonama, 93 i 95 (Palafrugell)
Les Cases al carrer Torres Jonama, 93 i 95 és una obra amb elements eclèctics i modernistes de Palafrugell (Baix Empordà) protegida com a Bé Cultural d'Interès Local.

## Descripció
Edificació unitària formada per dos habitatges unifamiliars entre mitgeres, cadascun d'una crugia, de planta baixa i pis i pati posterior. El conjunt té una façana definida amb una composició única i homogènia, esquema compositiu propi de moltes altres cases entre mitgeres dels eixamples de la vila. En aquest cas, però la introducció d'altres elements ornamentals i la balconada central, única per als dos habitatges, produeix un resultat més expressiu. La decoració es concreta en l'emmarcament de les portes i finestres: relleus d'obra emfatitzant les llindes a manera de frontons. Les dues portes de fusta presenten motius vegetals de tradició modernista treballats amb talla.
L'interior, amb passadís central i habitacions a una banda als baixos i compartimentació als pisos, ha estat en alguns punts alterat.